# Honda CB 500

Technische Zeichnung der Honda CB 500

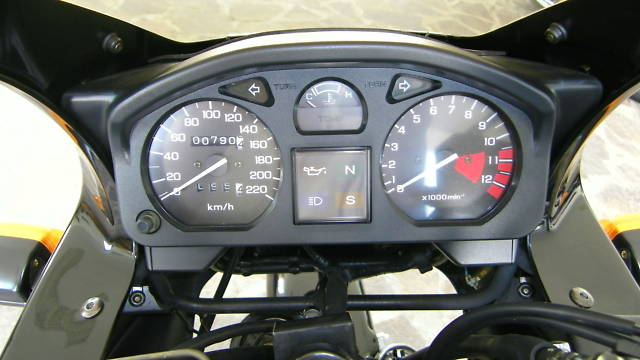
Cockpit einer Honda CB 500 S

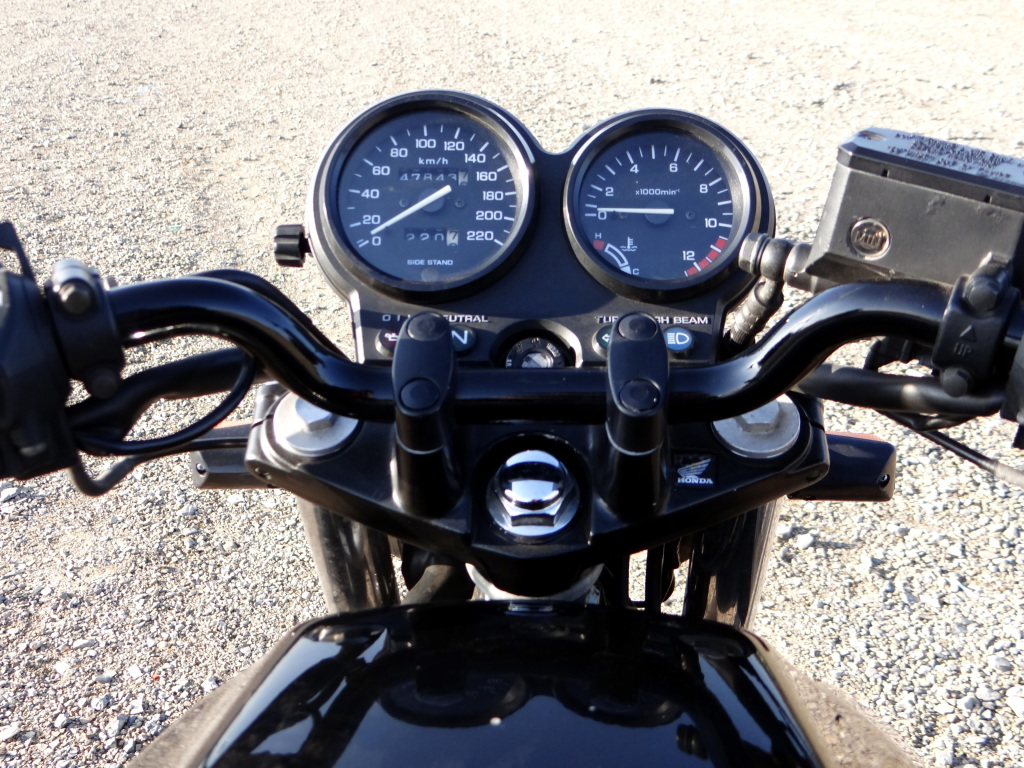
Cockpit einer Honda CB 500

Die CB 500 ist ein Naked Bike mit Zweizylindermotor des japanischen Herstellers Honda und wurde von 1993 bis 2002 gebaut. 2003 fand der Abverkauf der letzten Maschinen statt.
Aufgrund ihrer Robustheit, des gutmütigen Fahrwerks und der geringen Kosten ist sie ein attraktives Motorrad für Führerscheinneulinge, zudem war sie bei Fahrschulen als Ausbildungsmaschine beliebt. Diese steigen mittlerweile indes oft auf das Nachfolgemodell Honda CBF 500 oder auf andere Modelle mit ABS um.

## Allgemeines
Die zweizylindrige CB 500 sollte nicht mit der CB 500 Four, dem populären Vierzylinder von 1971, oder auch der seltenen Honda CB500T, einem Zweizylinder der 1970er auf Basis der CB 450 K verwechselt werden.
Mitbewerber der Honda CB 500 waren beispielsweise die Suzuki GS 500 E oder die Kawasaki ER-5.

## Geschichte
Die CB 500 wurde von Honda als günstiges Mittelklassemotorrad entwickelt. Im Gegensatz zu anderen 500ern der 1990er Jahre bekam die CB 500 einen Motor, der vollkommen neu konstruiert war. In dieser Klasse bot Honda zuletzt das Modell Honda CB 450 S an, dessen Motorkonstruktion (luftgekühlter OHC-Zweizylinder mit drei Ventilen) jedoch noch auf der 1977 vorgestellten CB 400 Twin basierte.
Nach Einstellung der Honda CB 450 S 1990 klaffte eine Lücke im Honda-Programm. Interessenten in dieser Klasse entschieden sich für Konkurrenzmodelle wie die Kawasaki GPZ 500 S, Suzuki GS 500 E oder die Yamaha XV 535 Virago. Daher wurde die wassergekühlte CB 500 entwickelt, nicht zuletzt auf Druck des deutschen Importeurs.
Bei der Markteinführung 1993 kostete sie 9.260 DM. Zwischenzeitlich wurde der Preis auf 9.660 DM angehoben. Im Frühjahr 1996 wurde mit Produktionsverlagerung nach Italien der Preis um 700 auf 8.960 DM gesenkt. Der letzte Listenpreis bei Produktionsende war 5.090 Euro. Daneben bot Honda seit 1998 auch ein CB 500 S genanntes Schwestermodell mit Halbschalenverkleidung an, das andere Instrumente und Spiegel besaß, ansonsten aber baugleich zur CB 500 war.

## Modellentwicklung und Baujahrcodes
Das Motorrad besitzt einen Doppelschleifenrahmen aus Stahlrohr (Lenkkopfwinkel 27°, Nachlauf 113 mm). Vorn sorgt eine Teleskopgabel (Ø 37 mm, Federweg 130 mm) und hinten eine Schwinge mit zwei Federbeinen (Federweg 117 mm) zusammen mit dem Gewicht von 193 kg (fahrbereit) für ein sicheres Fahrverhalten.
Der PC26-Motor der CB 500 (Bohrung: 73,0 mm, Hub: 59,6 mm, Verdichtung: 10,5:1) fand unverändert im Nachfolgemodell CBF 500 bis 2008 Verwendung, dort allerdings abgasgereinigt nach Euro 2 durch einen ungeregelten Katalysator und ein Sekundärluftsystem. Die CB 500 verbraucht etwa 5 l/100 km Normalbenzin, der Tank hat ein Volumen von 18 l, davon 2,5 l Reserve.
Die Baujahrcodes sind interne Bezeichnungen von Honda und keinesfalls mit den Typennamen zu verwechseln. Ebenso der Aufdruck „PC 26“, der sich auf den Motordeckeln aller CB 500-Modelle sowie des Nachfolgers CBF 500 findet, unabhängig vom Modellcode.

### CB500-R (Modellcode PC26) von 1993 bis 1995
- Vorne Scheibenbremse von Nissin
- Hinten Trommelbremse
- Silberne Handbrems- und Kupplungshebel
- Gabeltauchrohre mit Ablassschrauben, Vorspannhülse 20 cm und Gabelfederlänge 308,3 mm
- Scheinwerfereinsatz von Stanley, Gehäuse aus Metall
- Blinker von Stanley
- Erhältlich in den Farben Rot, Grün, Blau und Schwarz
- Fertigung in Japan

### CB500-T (Modellcode PC32) im Jahr 1996
- Sonderfall, da technisch mit PC 26 nahezu identisch
- Vorne Scheibenbremse von Nissin
- Hinten Trommelbremse
- Gabeltauchrohre mit Ablassschrauben, Gabelfederlänge 509,9 mm
- Scheinwerfereinsatz von Stanley, Gehäuse aus Metall
- Blinker von Stanley
- Erhältlich in den Farben Rot, Grün, Blau und Schwarz
- Fertigung in Italien

### CB500-V (Modellcode PC32) ab November 1996
- Vorne Scheibenbremse von Brembo
- Hinten ebenfalls Scheibenbremse von Brembo
- Schwarze Handbrems- und Kupplungshebel
- Gabeltauchrohre ohne Ablassschrauben, Vorspannhülse 10 cm und Gabelfederlänge 409,1 mm
- Scheinwerfereinsatz von Hella, Gehäuse aus Kunststoff
- Blinker von CEV
- Fertigung in Italien

### CB500-W und CB500S-W ab 1998
- Erhältlich in den Farben Rot, Gelb, Silber und Schwarz (ab August 1999 auch in Orange)
- S-Version: Sportausführung mit Halbschalenverkleidung, eckigem Scheinwerfer und geänderten Instrumenten

### CB500-X und CB500S-X ab Dezember 1998
- Keine Änderungen

### CB500-Y und CB500S-Y von 2000 bis 2002
- Verkürzung des hinteren Schutzbleches (Entfall des angeschraubten Spritzschutzes)
- Mattgraue Handbrems- und Kupplungshebel
- 2000 und 2001: Goldene statt Silberne Alugussfelgen
- Erhältlich in den Farben Rot, Metallic Blau und Schwarz

### Modellcode PC33
Parallel zu der PC 32-Baureihe wurde von Honda eine spezielle Version von der CB 500 für den österreichischen Markt gebaut. Diese trägt den Modellcode PC 33 und unterscheidet sich von der in Deutschland vertriebenen PC32 lediglich durch ein Sekundärluftsystem, welches zur Erfüllung gesetzlicher Auflagen benötigt wurde.

## Leistungsstufen

### 57/58PS
- Typ PC 26 G/PC 32 G
- Fahrgestellnummer ...PC 26-2... bzw. ...PC32A...
- Kraftrad ohne Leistungsbeschränkung
- Höchstgeschwindigkeit 193 km/h
- Leistung: 43 kW bei 9500 min−1
- Standgeräusch bei 4750 min−1: 86 dB(A)
- Fahrgeräusch: 78 dB(A)
- Offene Ansaugstutzen
- 122er Hauptdüsen
- Vergaser-Schieberfedern 16050 MY 5660
- Beschleunigung / mit Sozius (0–100 km/h): 5,2 / 6,9 s
- nach Änderung der Norm ab 1998: 42 kW (57 PS)

### 50 PS
- Typ PC 26-2G/PC 32 2G
- Fahrgestellnummer ...PC 26-3... bzw. ...PC32B...
- Kraftrad mit Leistungsbeschränkung
- Höchstgeschwindigkeit 183 km/h
- Leistung: 37 kW bei 9500 min−1
- Standgeräusch bei 4750 min−1: 86 dB(A)
- Fahrgeräusch: 78 dB(A)
- Geänderte Ansaugstutzen (Kennzeichnung: 37 kW)
- 122er Hauptdüsen
- Vergaser-Schieberfedern 16050 MY 5660

### 48 PS
- Typ PC 26 3G/PC 32 3G
- Fahrgestellnummer ...PC 26-4... bzw. ...PC32C...
- Kraftrad mit Leistungsbeschränkung
- Höchstgeschwindigkeit 169 km/h
- Leistung: 35 kW bei 8900 min−1
- Standgeräusch bei 4750 min−1: 83 dB(A)
- Fahrgeräusch: 79 dB(A)
- Geänderte Ansaugstutzen (Kennzeichnung: 35 kW)
- 122er Hauptdüsen
- Vergaser-Schieberfedern 16050 MY 5660

### 34 PS
- Typ PC 26 3G/PC 32 3G
- Fahrgestellnummer ...PC 26-4... bzw. ...PC32C...
- Kraftrad mit Leistungsbeschränkung
- Höchstgeschwindigkeit 158 km/h
- Leistung: 25 kW bei 8500 min−1
- Standgeräusch bei 4750 min−1: 85 dB(A)
- Fahrgeräusch: 76 dB(A)
- Geänderte Ansaugstutzen (Kennzeichnung: 25 kW)
- 125er Hauptdüsen
- Vergaser-Schieberfedern 16050 MY 5710

### Leistungssteigerungskit
Im Zubehörhandel ist ein Chiptuning-Kit für die CB 500 erhältlich, mit dem der Motor auf eine Leistung von 60 PS gebracht werden kann. Dieses Zubehörteil war allerdings nur bis 2016 für Fahrschulen interessant, da beim unbeschränkten A-Führerschein Prüfung und Ausbildung auf einer Maschine mit mindestens 60 PS vorgeschrieben waren. Im Alltagsverkehr ist ein Zuwachs von 2 PS allein durch die bauartbedingte Leistungsstreuung nicht wahrnehmbar.
Die aktuelle Regelung der FeV aus 2016 (Anlage 7, Punkt 2.2.1) schreibt einen Hubraum von 600 cm³ und 50kw bzw. 68 PS für die A Prüfung vor.
In dieser Änderung wurde auch das Mindestgewicht des Fahrzeuges auf 180 Kilo erhöht. Aufgrund dieser beiden Änderungen ist die CB 500 nur noch als Ausbildungsmotorrad für die Klasse A2 zulässig.

## Kosten
Die Langlebigkeit des Antriebs wurde im Langstreckentest der Zeitschrift MOTORRAD 04/1996 über 50.000 km hervorgehoben; die ermittelten Kilometerkosten von umgerechnet 9 Cent ohne und 14 Cent mit Wertverlusten gehörten zu den günstigsten je ermittelten Werten. Die französische Zeitschrift MOTO REVUE fuhr bis 2001 150.000 km mit einer 1993er CB 500 (PC 26). Trotz Winter-, Renn- und sogar Geländebetrieb traten bis auf einen offenbar durch Sturzbügel verursachten Rahmenbruch dabei keine Defekte auf. Auch aus Privatbesitz sind Kilometerleistungen deutlich über 100.000 km bekannt. Gebrauchte Fahrzeuge werden heute, je nach Zustand und Laufleistung, normalerweise zwischen 1000 und 2000 Euro gehandelt, besonders gut erhaltene Zweiräder mit Zubehör erzielen auch Preise über 2000 Euro.